# Agua de coco

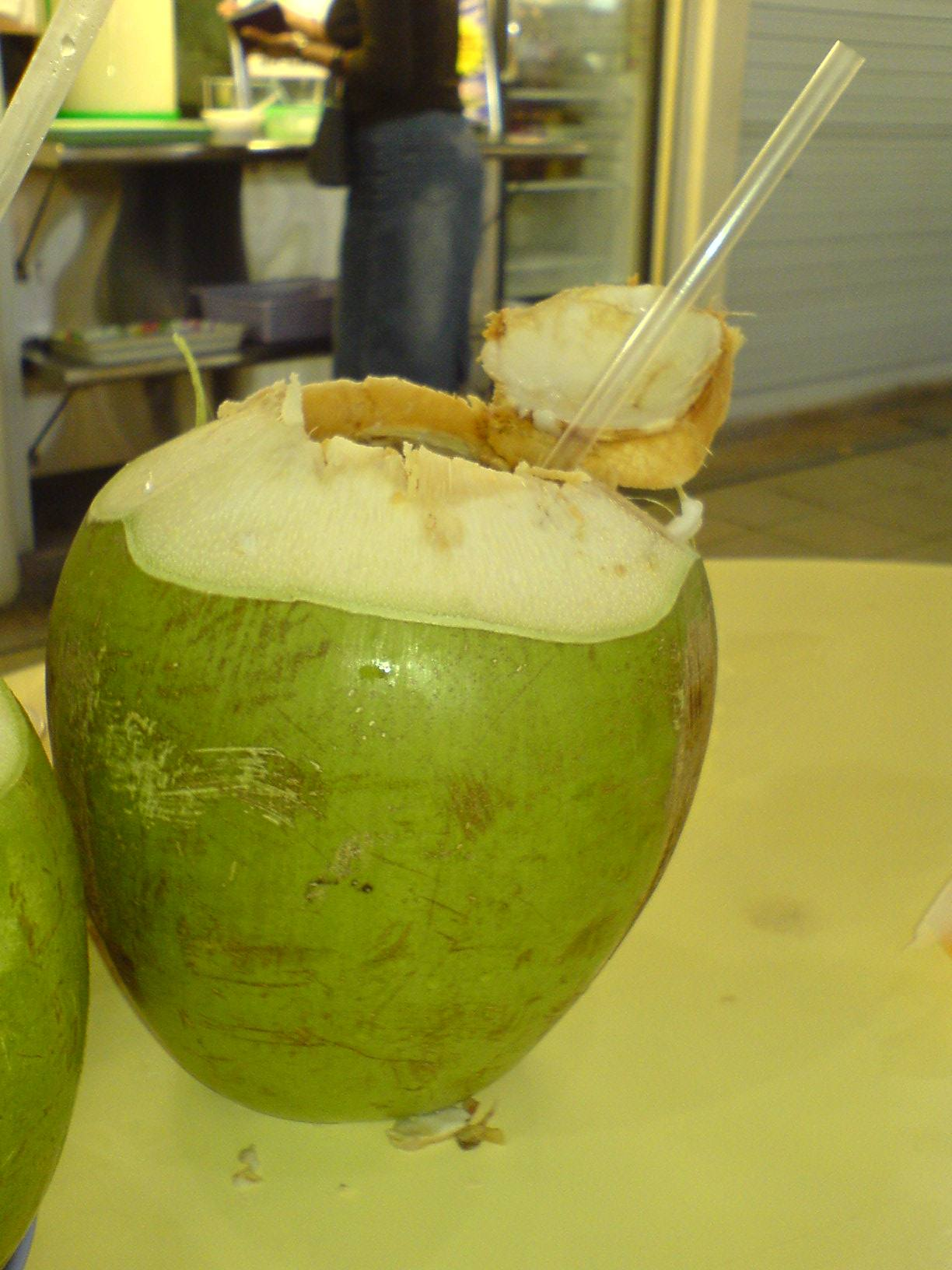
Coco verde para beber.

El agua de coco (o agua de pipa en Costa Rica, Panamá, Perú y Ecuador) es el líquido que se encuentra de forma natural en el hoyo interior del coco. Tiene un color transparente, a veces un poco opaco, y se encuentra en el hueco interior, rodeado por la pulpa del coco, en la nuez del coco. Es una bebida popular en las zonas tropicales, aún en la nuez del coco o embotellada.

## Usos de la bebida
Posee un sabor característico que puede variar por la especie hasta por el estado del coco (seco o fresco), también el sabor puede depender del terreno donde se encuentra la palma cocotero. Este líquido se puede preparar junto con bebidas alcohólicas (como el coco loco) o incluso beberse solo, comúnmente con hielo. Su sabor incluso puede ser ligeramente salado, si la palma se encuentra cerca del agua de mar.

## Propiedades
Entre las propiedades del agua de coco destacan un alto contenido en potasio y contiene antioxidantes. También contiene citoquininas que promueven la división celular y el crecimiento de las plantas. Otros ingredientes biológicamente activos en el agua de coco incluyen la L-arginina, ácido ascórbico, y magnesio. Su contenido en sodio es alto, por lo que no es recomendable ser consumido por personas con dietas altas en ese elemento o que tengan prohibido su consumo. Tiene una cantidad de fibra considerable (2.6 gramos en 240 ml).
El agua de coco pura se consigue sólo sacándola de un coco verde.
Durante la Segunda Guerra Mundial, se utilizaba el agua de coco para dar transfusiones de plasma de emergencia.
Tiene propiedades isotónicas por su contenido en sodio, potasio y magnesio, lo cual la hace recomendable para rehidratación en caso de enfermedades como dengue o chikunguña o para beber después de hacer deporte aunque su eficacia no es mayor que la del agua, como comúnmente se afirma.
En el caso de algunas marcas comerciales de agua de coco se añade azúcar.

## Galería

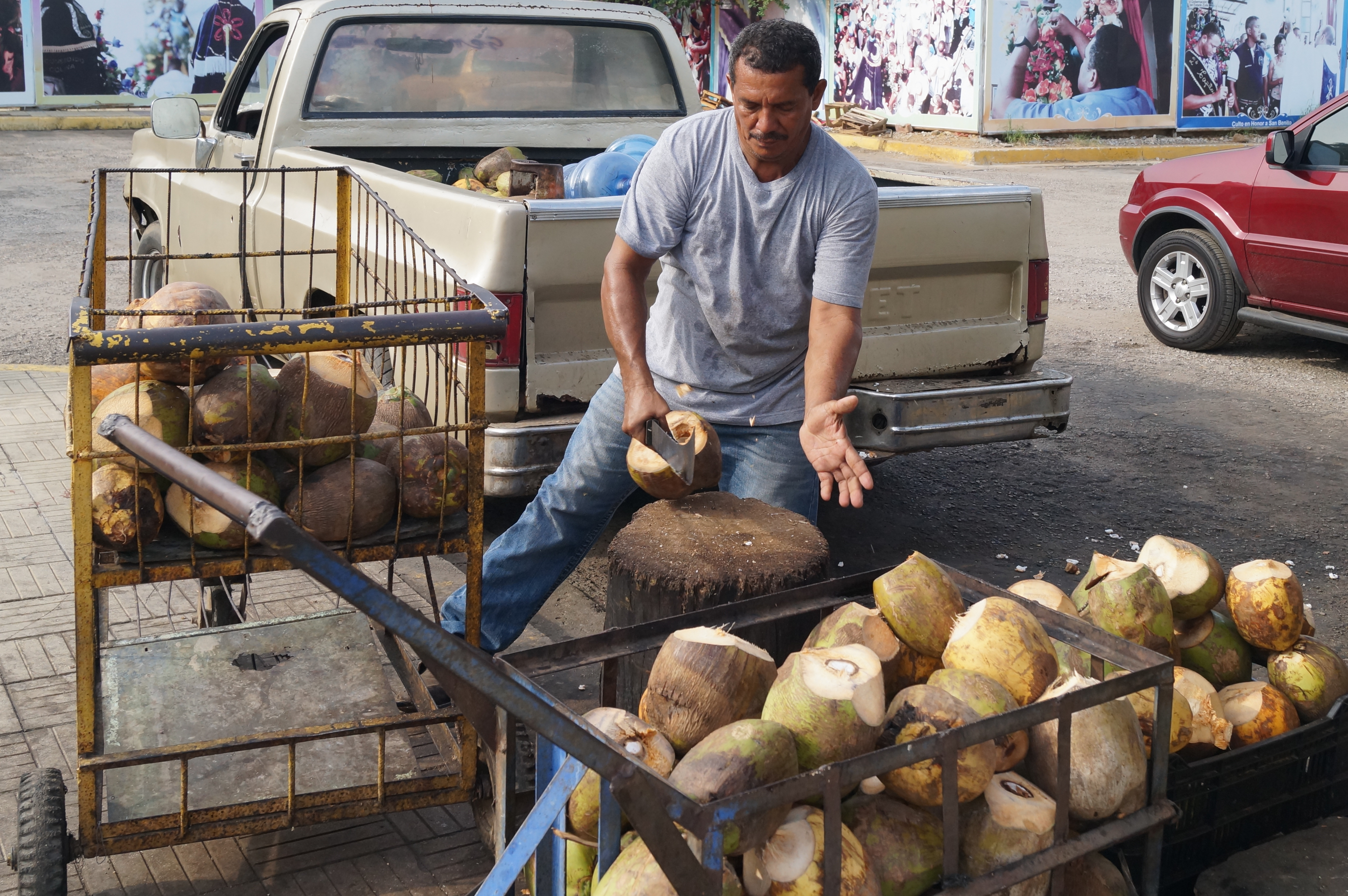
Vendedor de agua de coco en Venezuela.
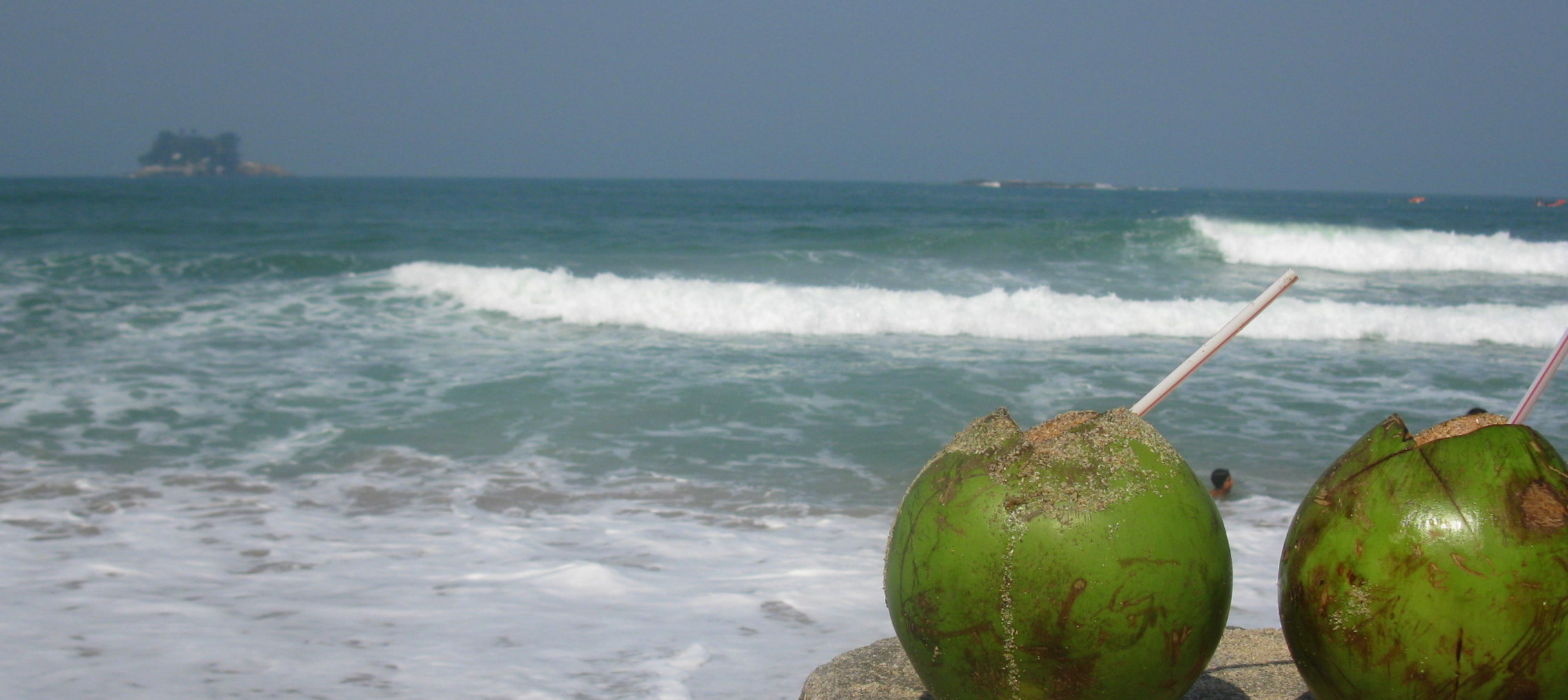
Agua de coco en una playa.
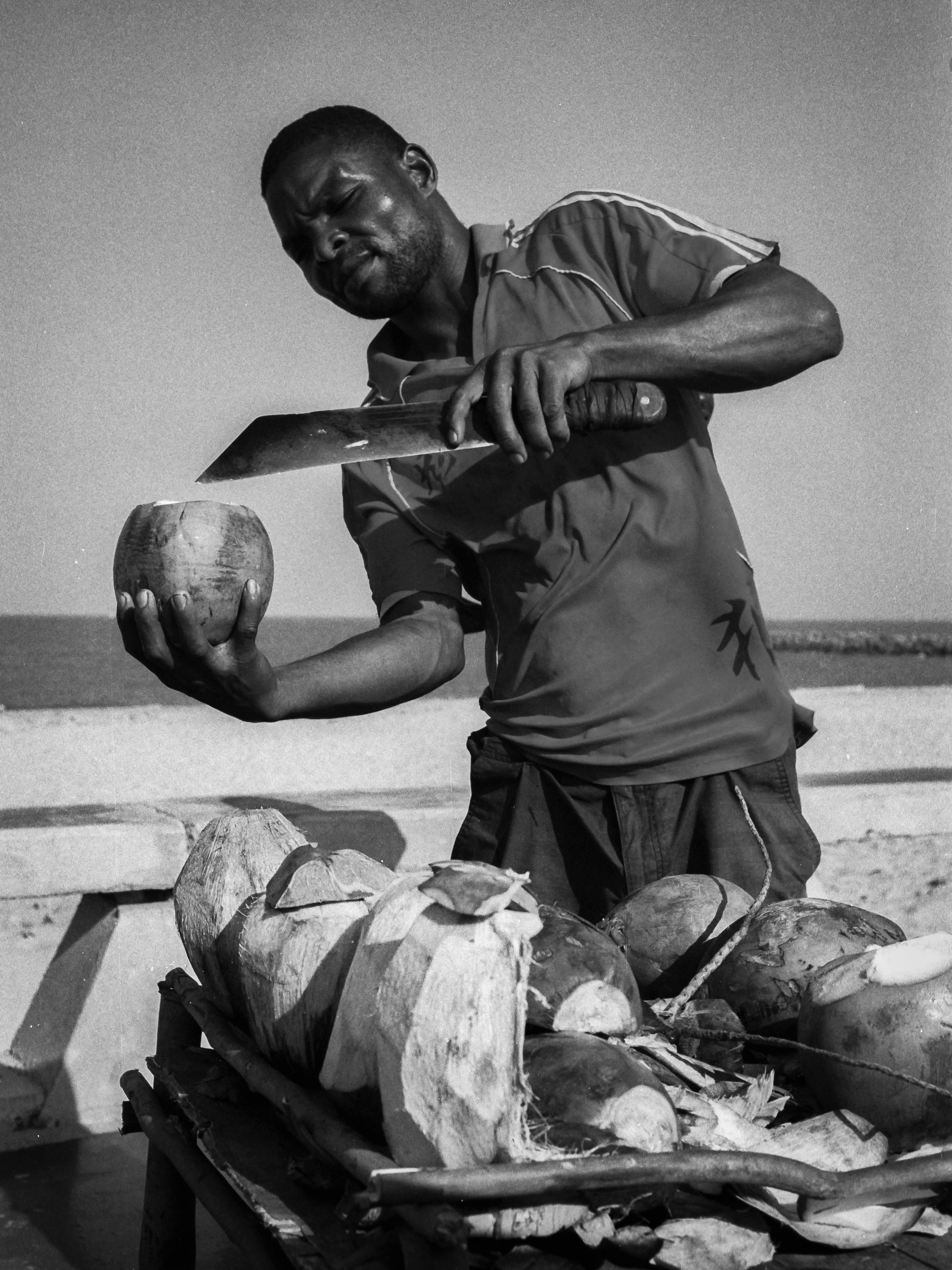
Vendedor de agua de coco en Mozambique.
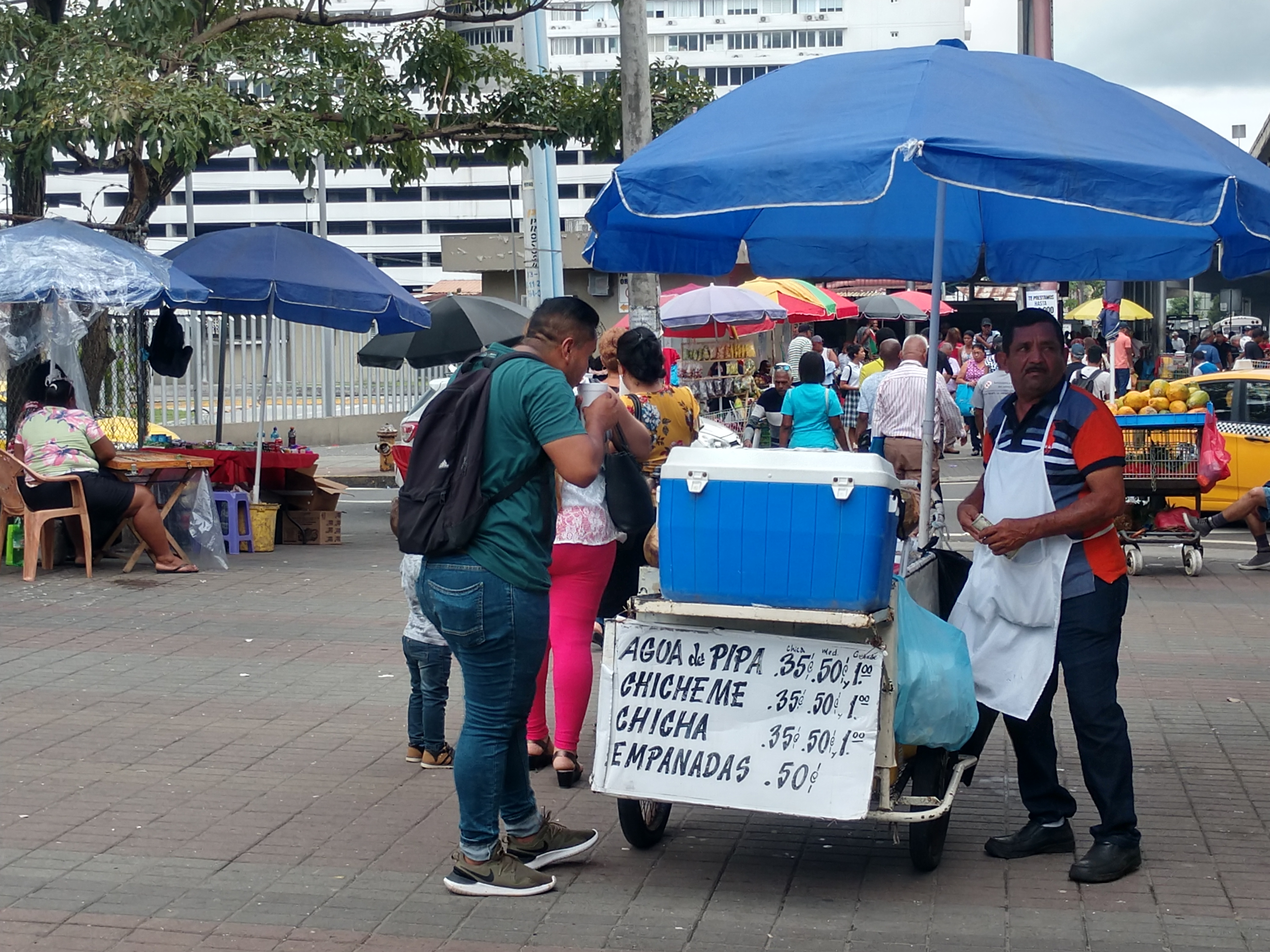
Vendedor callejero de agua de pipa en Panamá.
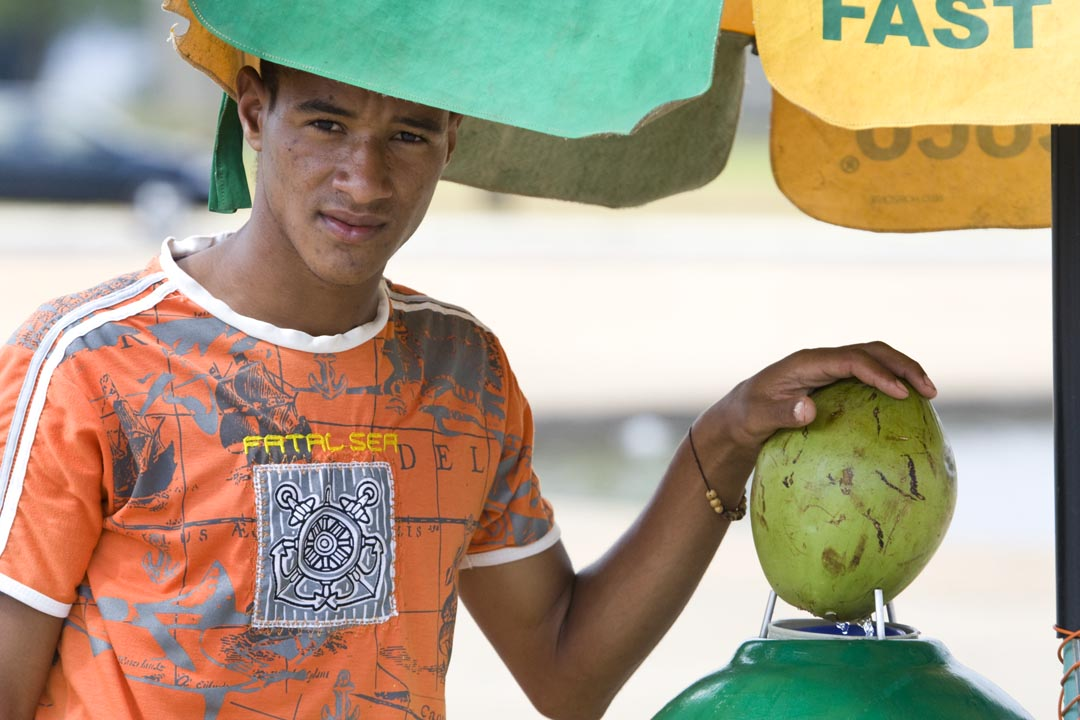
Vendedor de agua en Brasilia.
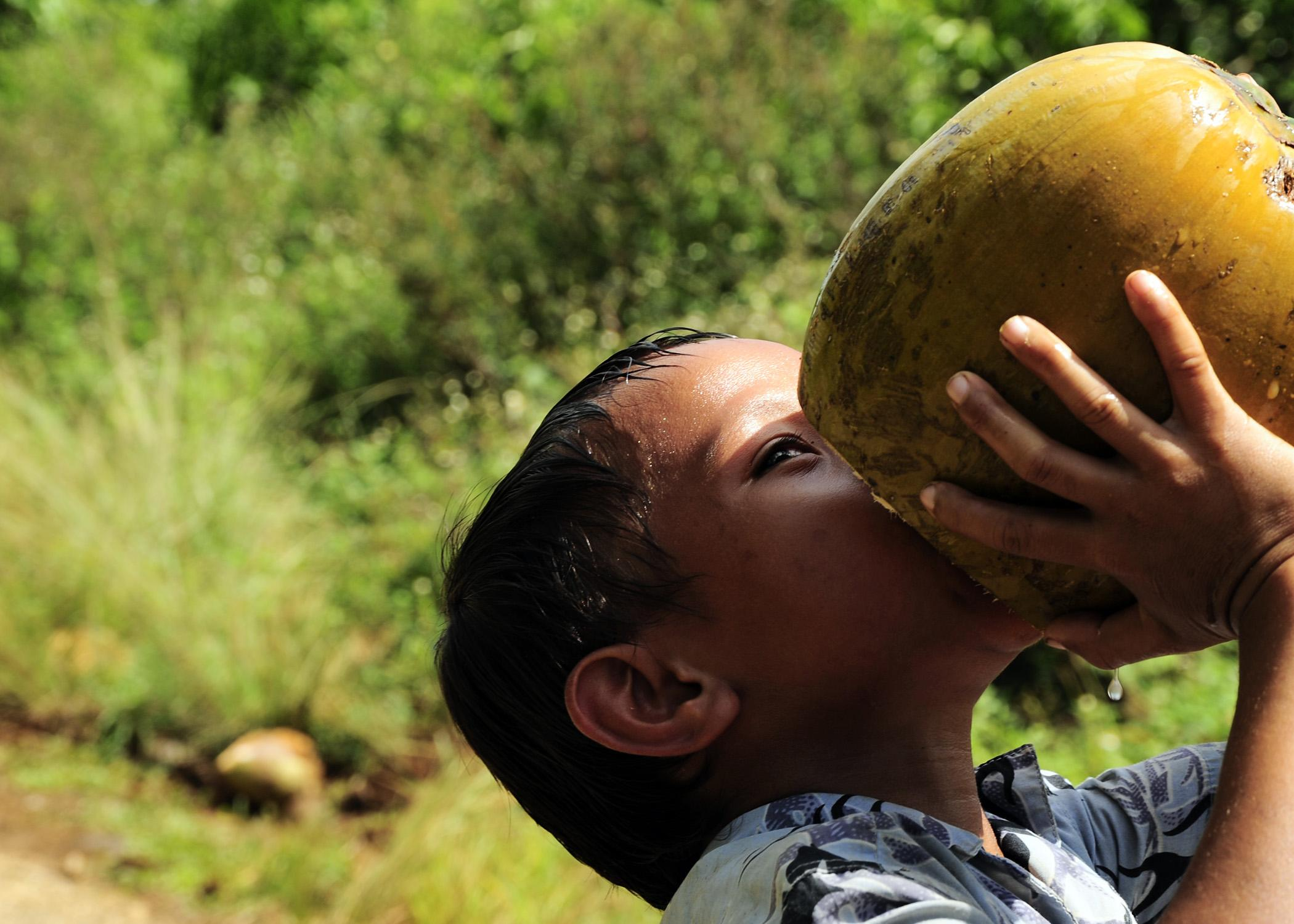
Niño bebiendo agua de coco en Tonga.